# Züricher Post
Die Züricher Post war eine Schweizer Tageszeitung im Kanton Zürich, die 1879 von Kritikern eines Zusammenschlusses der kantonalen Demokratischen Partei mit den Freisinnigen gegründet wurde. Sie erschien sechsmal in der Woche. Unter Gründungschefredaktor Theodor Curti (bis 1894) und dessen Nachfolger Oskar Wettstein (1895–1914) wurde die Züricher Post neben dem Landboten zum wichtigsten Sprachrohr der Demokratischen Partei. Grosse Beachtung fanden die Feuilletonbeiträge des Mitgründers Reinhold Rüegg. Trotz ihrer inhaltlichen Qualitäten geriet die Züricher Post wiederholt in ökonomische Schwierigkeiten. Dies führte zur Gründung der gleichnamigen Genossenschaft, die die Züricher Post ab 1890 herausgab. Von 1915 bis 1920 erschien sie zweimal täglich. Die Zeitung ging Ende 1936 im Landboten auf, nachdem sie bereits ab 1934 als dessen Kopfblatt erschienen war (Auflage 1935: 4000).

## Publikationen
- Das Kriegsjahr 1916 – Sammlung der in der „Züricher Post“ von besonderer militärischer Seite veröffentlichten Betrachtungen – mit 6 Kartenbeilagen und 13 Textskizzen. 1917, Buchdruckerei Züricher Post

Diese Liste erhebt keinen Anspruch auf Vollständigkeit.